# Budaörsi út
A Budaörsi út Budapest egyik főútja a XI. kerületben. A Hegyalja út 61.-től vezet a főváros és Budaörs határáig. Az M1-es és M7-es autópálya fővárosi bevezetőjeként egészen a BAH-csomópontig tart. Nagy forgalmú, irányonként négy forgalmi sávos főút. Gyalogosként a Dayka Gábor utcánál felüljárón, a Sasadi úti csomópontnál pedig aluljárón lehet átkelni rajta, de több zebra is keresztezi.

## Története
Az utat már 1302-ben is említik, Fehérvár felé vezető útként. A Hegyalja út és a Fehér ló utca közötti szakaszt a 19. század elején Egyiptomba menekülés útja néven ismerték. 1891-ig a  Budaörsi útnak más útvonalat neveztek, mégpedig a mai Hegyalja útnak a Csap és Alkotás utca közötti szakaszát.
Az út 1902-ben kapta a jelenlegi nevét.
Az eredetileg kétszer egy sávos, Budaörsre vezető keskeny úthoz a Budatétényt északról elkerülő Balatoni út (7-es főút) 1937-ben épült hozzá.
1965-ben készült el a Budaörsöt délről elkerülő M7 autópálya első szakasza. Irányonként négy helyett még csupán három sávval, a köznyelvben az Osztyapenkó szoborról elnevezett (ma Sasadi út) elágazással és az 1965-1966 között elkészült Nagyszőlős utcai közúti és vasúti felüljáróval. 1971-ben adták át a Hotel Wien szállodát. Az út északi végén az Alkotás utcával és a Hegyalja úttal nagyobb kapacitású kapcsolatot teremtő BAH-csomópont 1976-ra készült el. Az M1-M7 autópályák közös bevezető szakaszával együtt 1977-1978 között szélesedett ki a mai formájára. Az út keleti oldala mellett sok ingatlant elbontottak. A 2014-ben átadott 4-es metró Kelenföld vasútállomási végállomását bekötő új Sasadi úti csomópont 2014-2016 között épült meg, amiben két patkó alakú alagút segíti a megfordulást a külön szintű kereszteződésben.

## Galéria

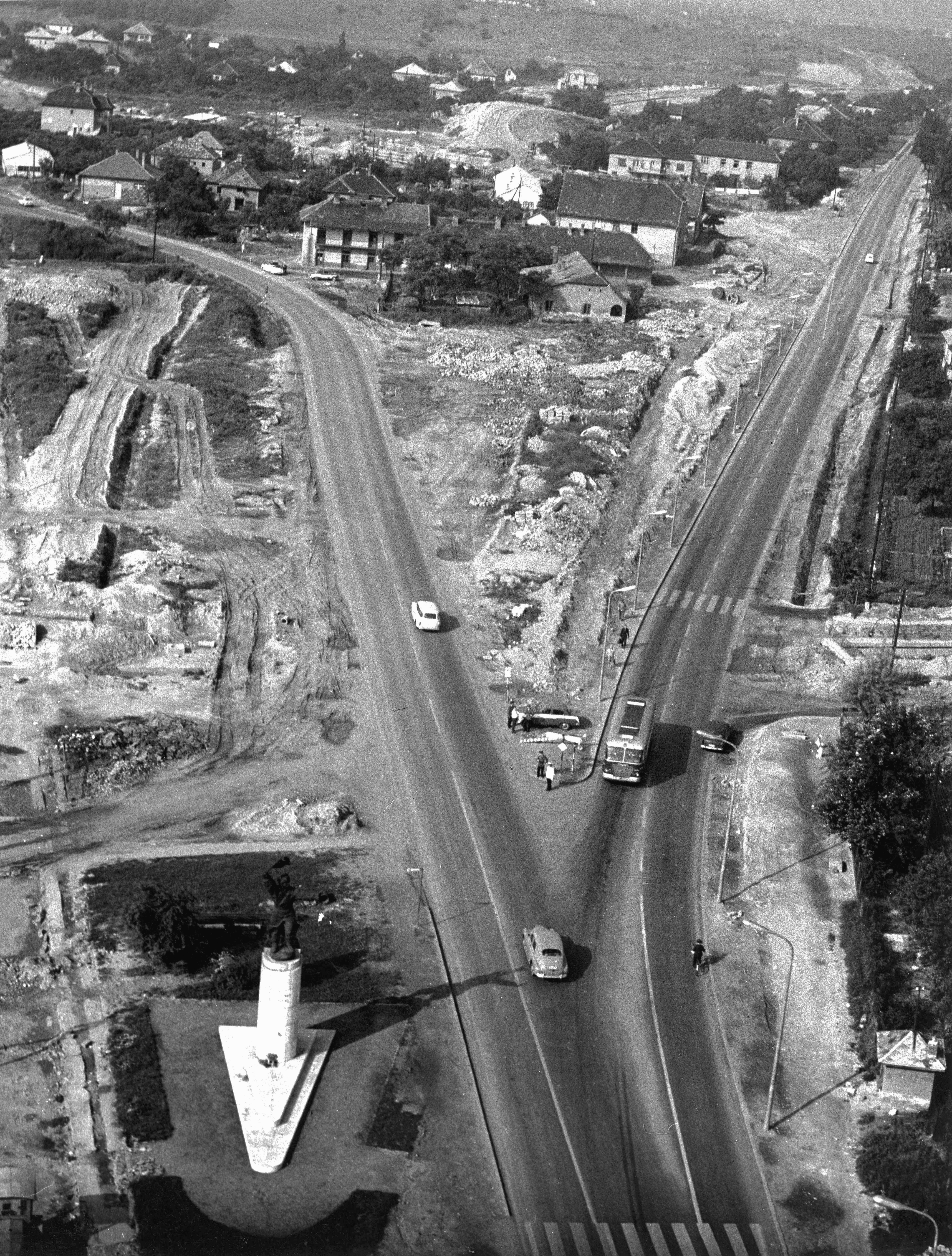
Az Osztapenko szobor körül 1963-ban indult az építkezés (balra a Balatoni, jobbra a Budaörsi út)
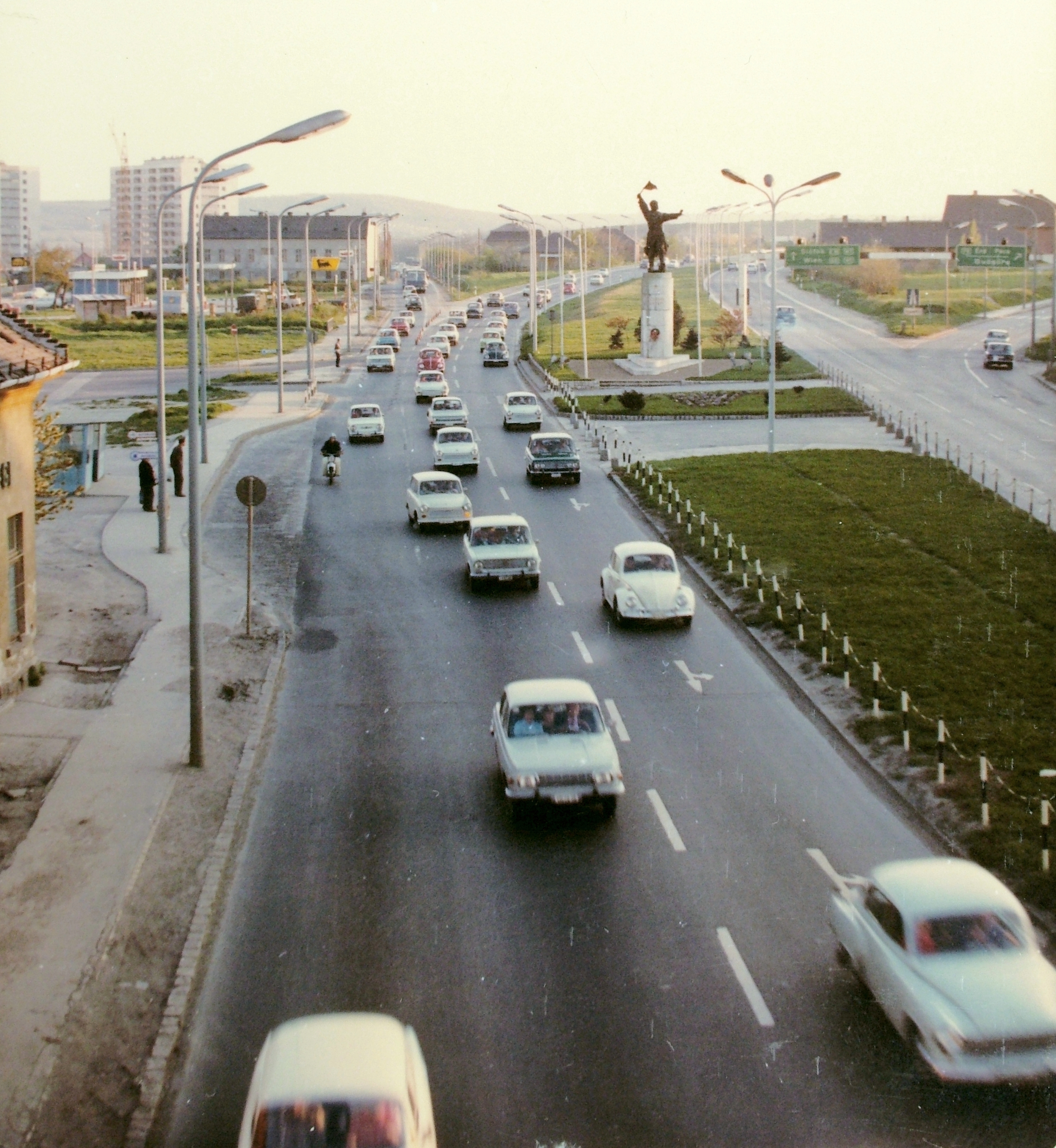
Az elkészült bevezető 1973-ban
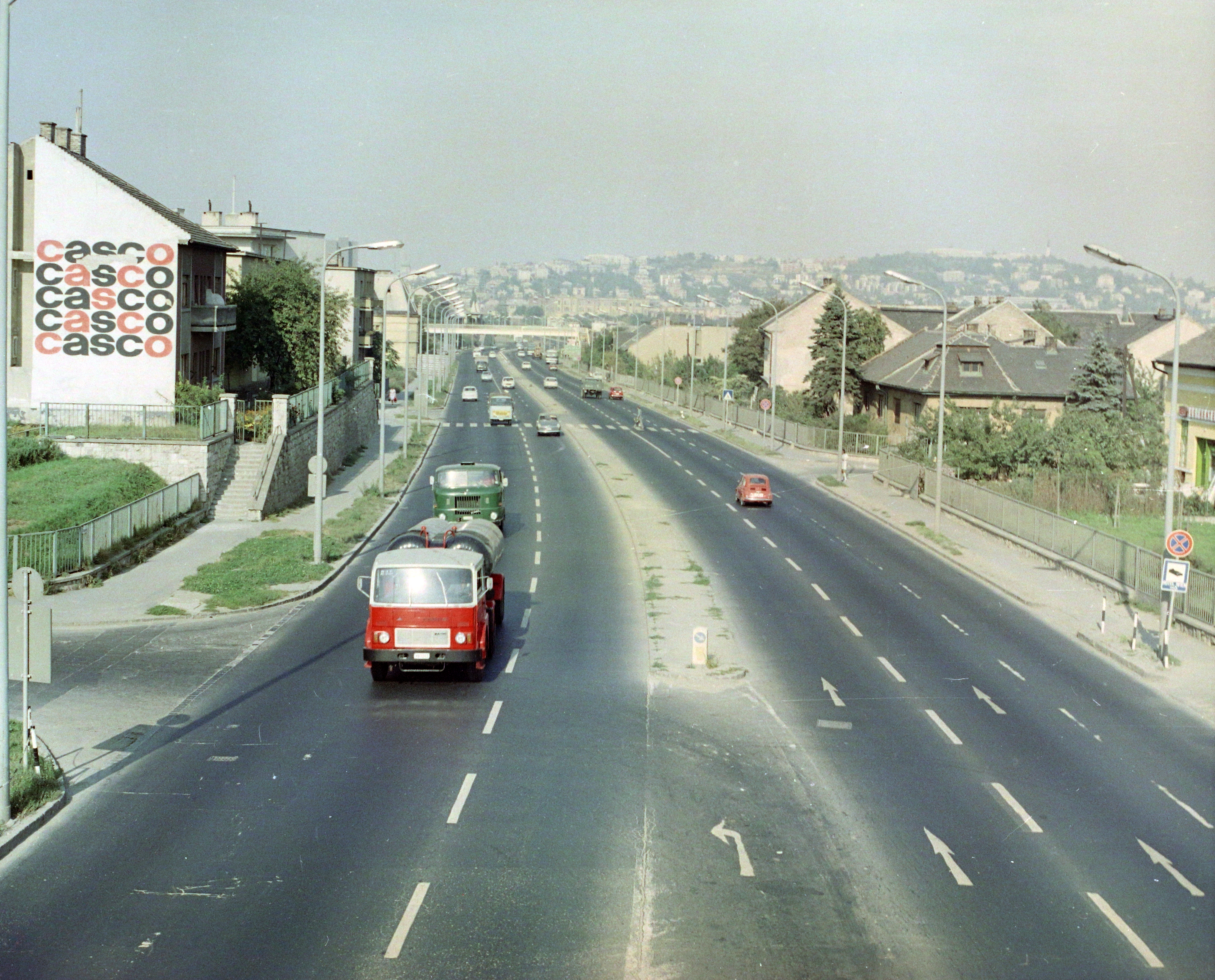
A Dayka Gábor utca és a Gellért-hegy felé tekintve 1975-ben
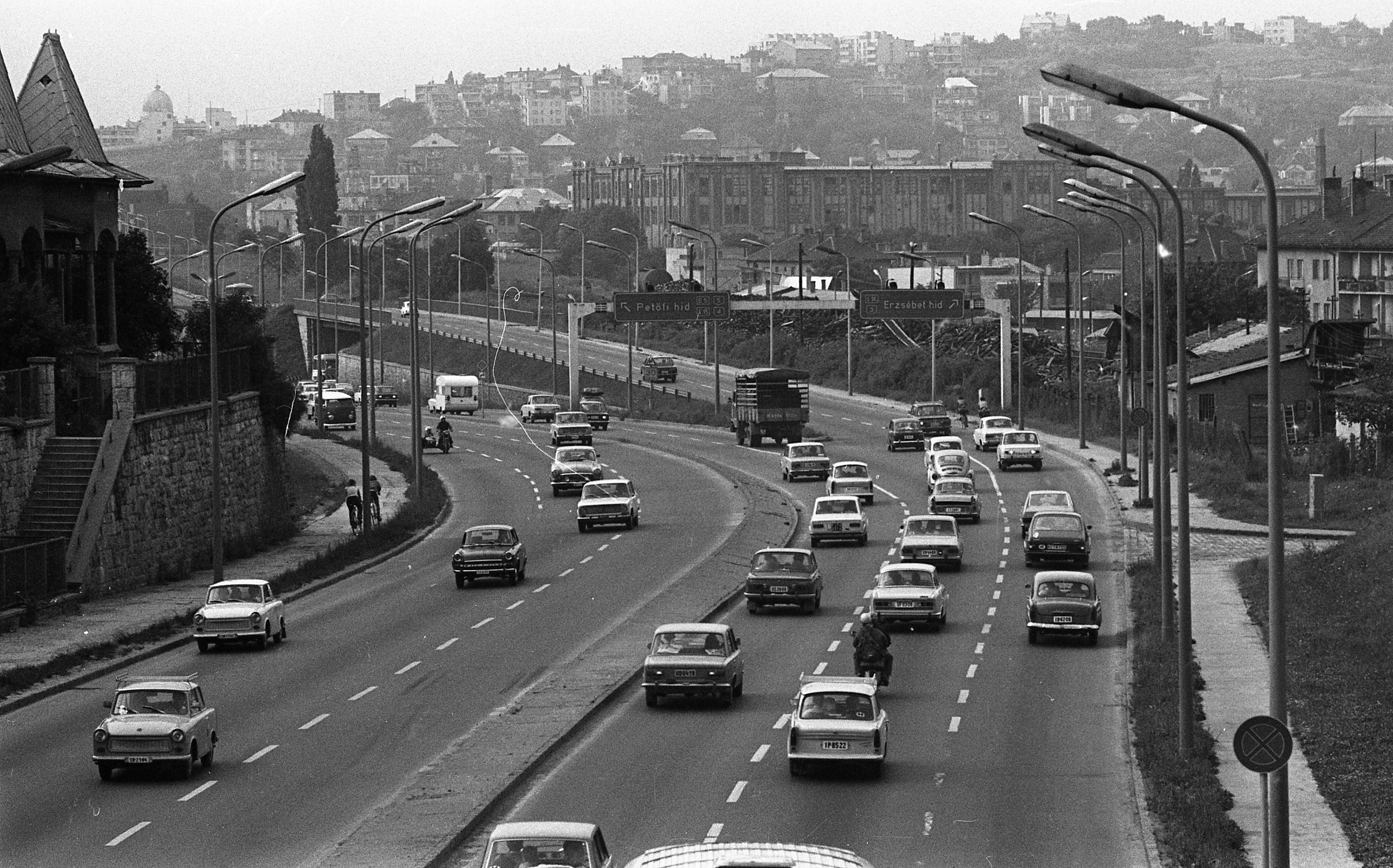
A Nagyszőlős utcai elágazás 1975-ben
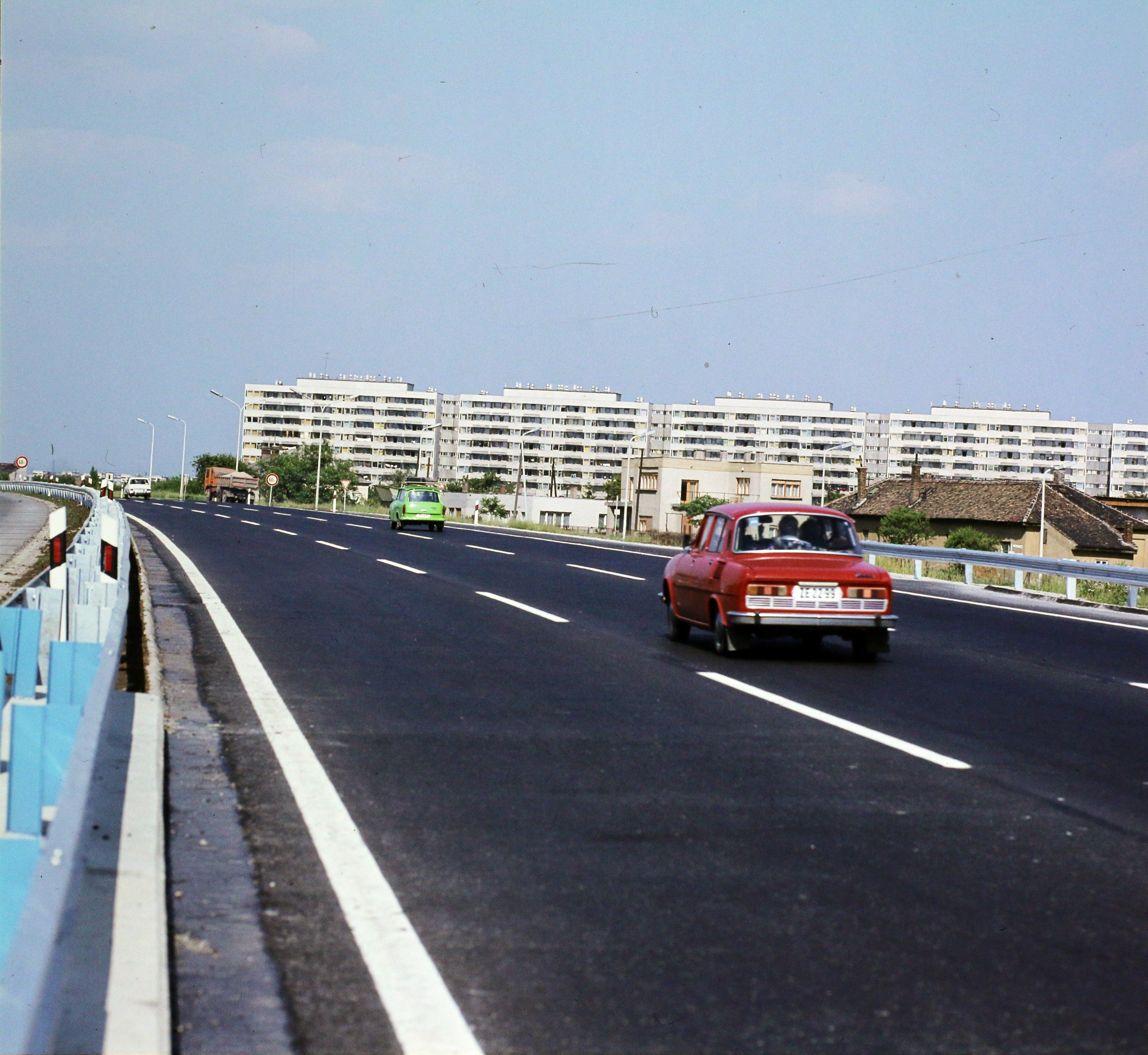
Az autópálya bevezető kiszélesítve 1978 körül, háttérben a frissen felépült Őrmezői lakótelep
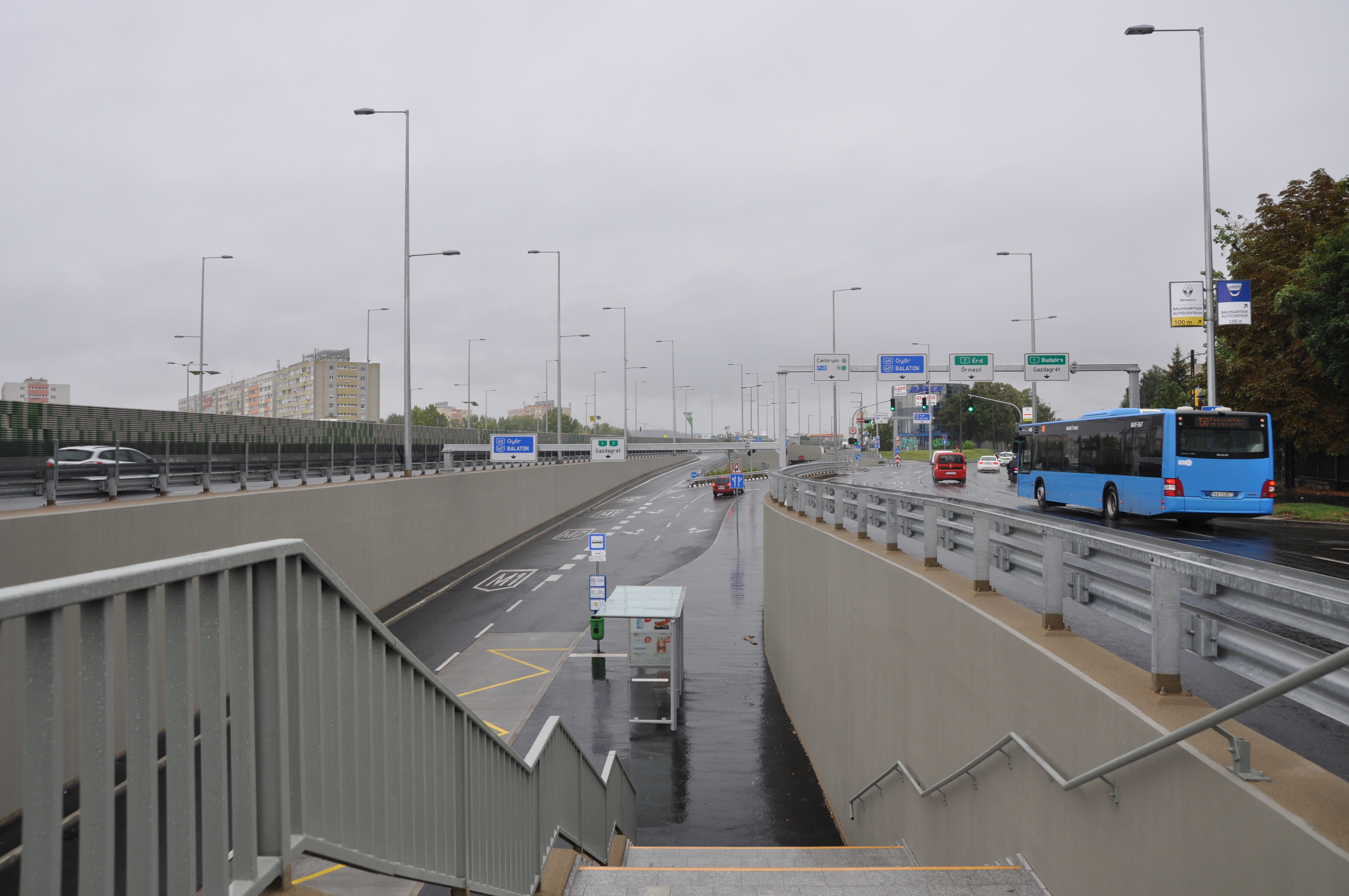
Az új Sasadi úti csomópont nyugati oldala 2016-ban

## Érintett városrészek[1]
- Dobogó
- Gazdagrét
- Gellérthegy
- Hosszúrét
- Kelenföld
- Madárhegy
- Őrmező
- Örsöd
- Sasad
- Spanyolrét.

## Nevezetes épületek
- Ladányi Ferenc színész egykori lakóháza, rajta emléktábla (Budaörsi út 28.)
- Petőfi laktanya (Budaörsi út 49–53.)
- Amerikai katonai temető (II. világháborúban elesett katonák temetője; Budaörsi út 77.)
- John Fowler & Co. Székház, ma lakóépület (Budaörsi út 101.)
- Tigra Informatika székház, impozáns irodaház posztmodern megjelenéssel (Budaörsi út 64)

## Tömegközlekedés
Az úton vagy egy szakaszán járnak a 8E, 40-es, 40B, 40E, 53-as, 87-es, 88-as, 88A, 108E, 139-es, 140-es, 140A, 150-es, 150B, 153-as, 154-es, 172-es, 173-as, 187-es, 188-as, 188E, 212-es, 212A, 212B, 240-es, 250-es, 250B, 272-es nappali városi buszok, a 731-es helyközi buszok, valamint a 908-as, 908A, 940-es, 941-es, 960-as, 972-es és 972B éjszakai járatok.